# Гавриловская (Каргопольский район)
Гавриловская (Лядины) — село в МО «Печниковское» Каргопольского района Архангельской области.

## Географические сведения
Село находится на старом Пудожском тракте, в 37 километрах от Каргополя. Вместе с посёлком Антоновская и деревней Киселёвская образуют село Гавриловское (Печниковское сельское поселение).

## Население
| 2002 | 2010 | 2012 |
| ---- | ---- | ---- |
| 79   | ↘71  | ↘66  |

## Достопримечательности
В центре села стояли две деревянные церкви — Покровско-Власьевская (шатровая, 1743 года) и Богоявленская (Георгиевская) (многоглавая, 1793 года), а также колокольня (конца XVIII века). До 5 мая 2013 года это был единственный сохранившийся в районе тройной ансамбль, и один из четырёх сохранившихся в России. Вечером 5 мая 2013 года (в первый день Пасхи) от удара молнии загорелась двухэтажная Покровско-Власьевская церковь, огонь перекинулся на колокольню. От огня удалось отстоять одну Богоявленскую церковь.

## Культура
Средоточием культурной жизни села является сельская школа по совместительству музей, существующий на энтузиазме единственной учительницы — смотрительницы музея и немногочисленных школьников.

## Фотогалерея

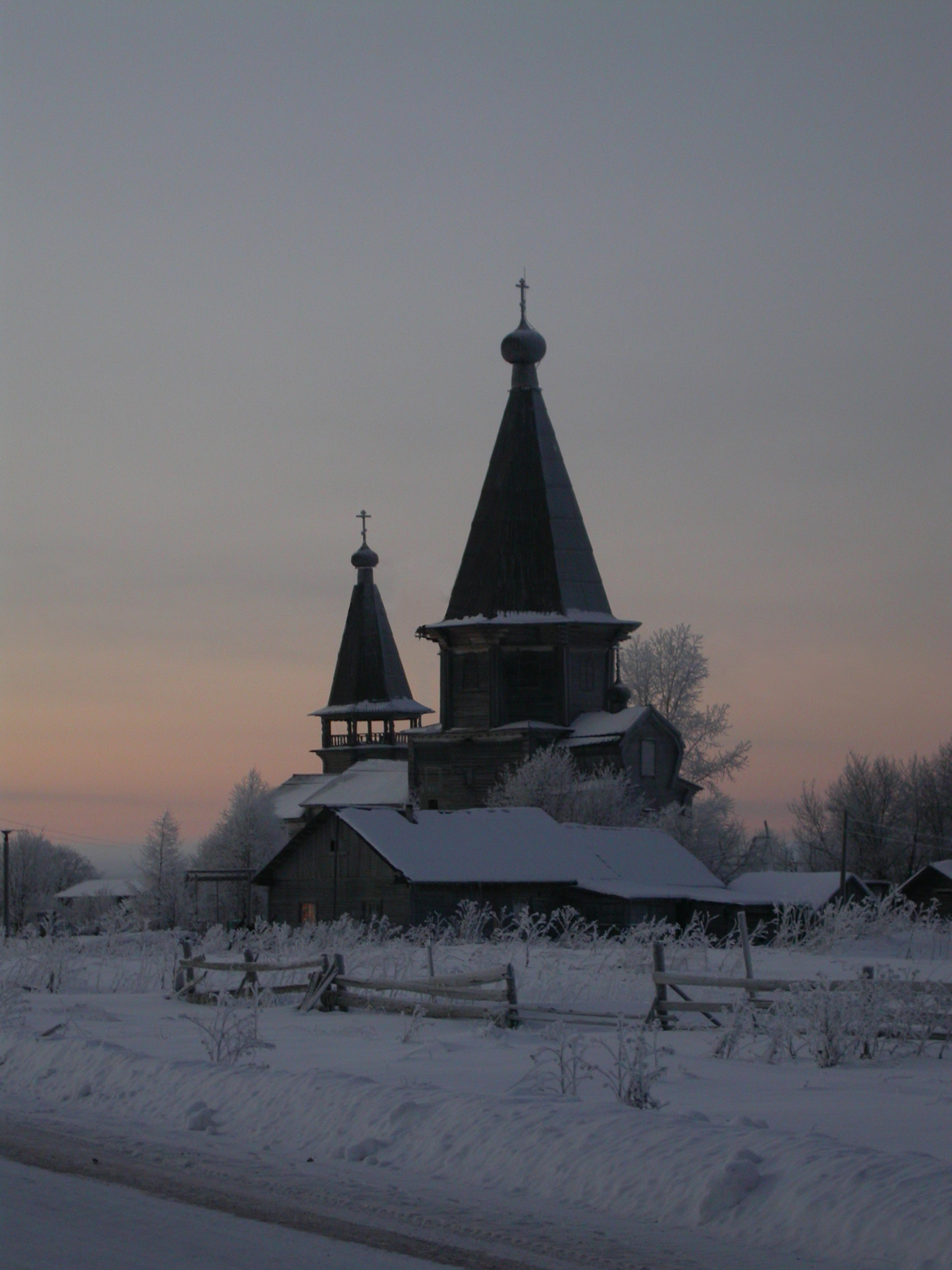
Лядины. Колокольня и Покровская церковь
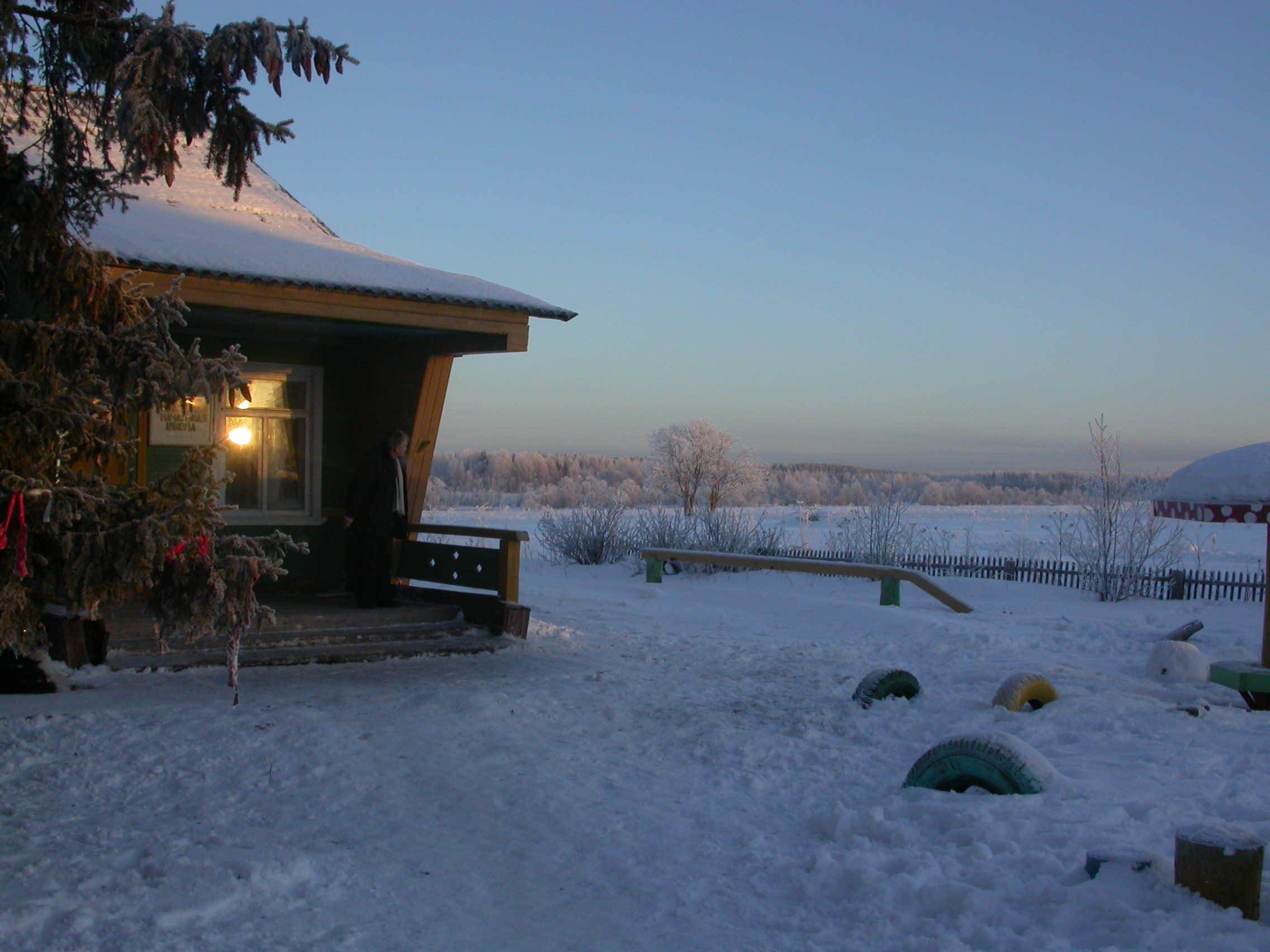
Начальная школа в с Лядины
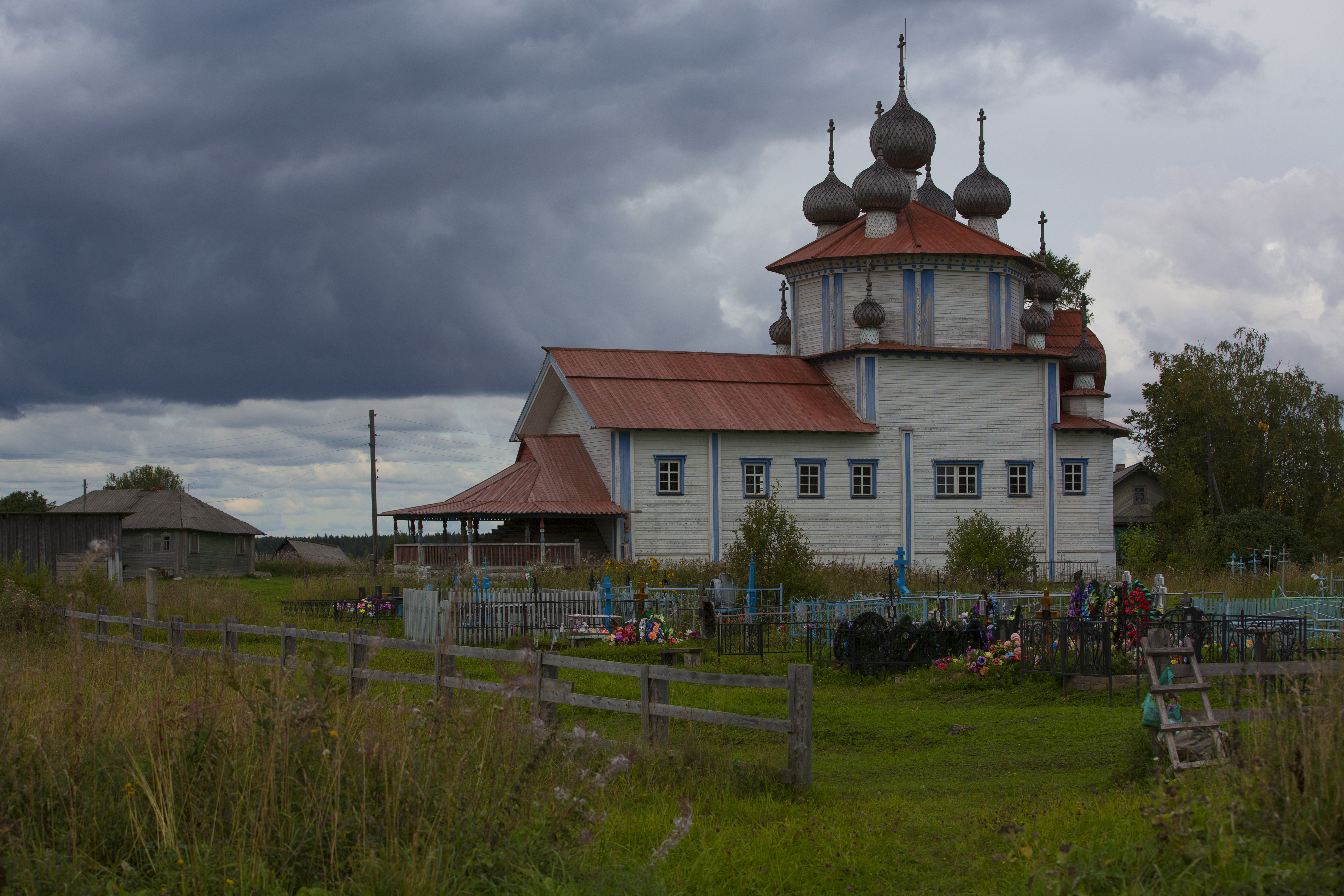
Церковь Богоявления
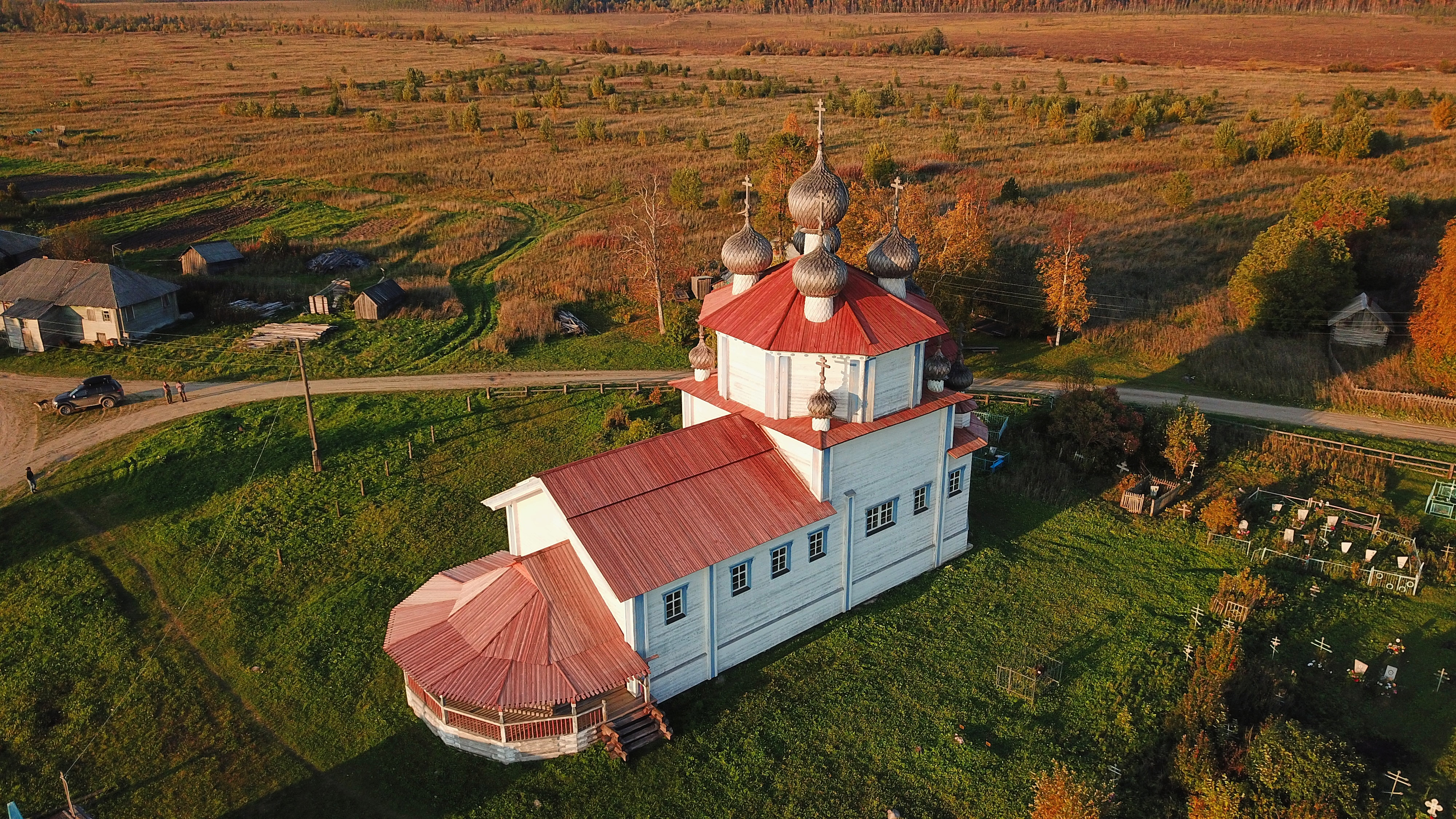
Церковь Богоявления Господня 1793г
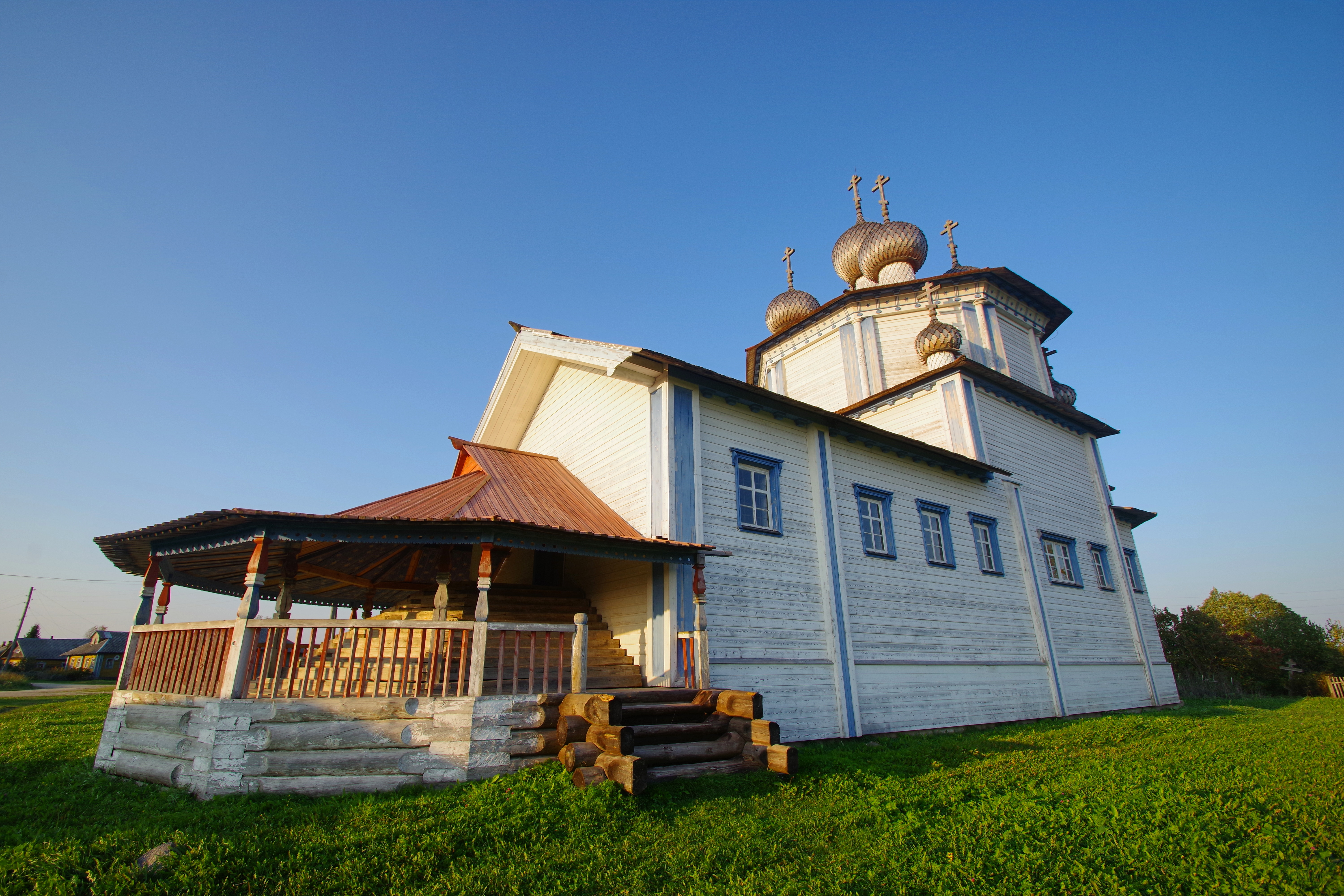
Церковь Богоявления Господня 1793г